# Landsat 3
Landsat 3 je satelit Země vypuštěný jako třetí z programu Landsat agentury NASA v roce 1978. Byl určen k podrobnému snímkování naší planety.

## Základní data
Družice byla vypuštěna 5. března 1978 s pomocí nosné rakety Delta 2910 na kosmodromu Vandenberg Air Force Base. Byla katalogizována v COSPAR pod číslem 1978-026A. Létá po téměř kruhové dráze ve výši 995–919 km nad Zemí. Hmotnost je 960 kg. Její aktivní činnost byla ukončena v roce 1983, v tu dobu kolem Země létaly další družice tohoto typu.

## Vybavení
Družice Landsat je vybavena několika druhy kamer a zařízení pro přenos dat na příslušné monitorovací stanice na Zemi. Má své hydrazinové motorky pro úpravu oběžné dráhy.